# Robert Angus Smith
Robert Angus Smith (15 de febrer de 1817 – 12 de maig de 1884) va ser un químic escocès, que va investigar sobre química ambiental. Entre les seves investigacions van destacar les realitzades l'any 1852 sobre la contaminació de l'aire, en les que va descobrir el que es coneix com a pluja àcida, des d'aleshores alguna vegada es fa referència a ell com el "Pare de la pluja àcida".
Va néixer a Pollokshaws, prop de Glasgow, Smith va estudiar teologia a la Universitat de Glasgow, però va abandonar aquests estudis abans de graduar-se. Ell va treballar com un tutor personal i es va quedar a Alemanya per estudiar química amb Justus von Liebig, obtenint un doctorat el 1841.
Quan durant el mateix any va tornar a Anglaterra va començar a treballar al laboratori amb Lyon Playfair a la Royal Manchester Institution . Allà es va trobar investigant sobre problemes ambientals de la que en aquell moment era la primera ciutat industrial del món. L'any 1845 va passar a treballar com a químic analític.
El 1872 Smith va publicar el llibre Air and Rain: the Beginnings of a Chemical Climatology, que presenta els seus estudis de la química de la precipitació atmosfèrica. Després de la seva mort, la seva col·lecció de llibres va ser adquirida per la biblioteca del Owens College de Manchester.